# Robert Lewis Taylor
Robert Lewis Taylor, född 24 september 1912 i Carbondale, Illinois, död 30 september 1998 i Southbury, Connecticut, var en amerikansk författare och vinnare av 1959 års Pulitzerpris.
Taylor föddes i Carbondale, Illinois och studerade vid Southern Illinois University i ett år. Han tog examen vid University of Illinois 1933. Därefter arbetade han som journalist. 1939 skrev han för tidskriften The New Yorker.  
Mellan åren 1942 till 1946 tjänstgjorde Taylor i USA:s flotta under andra världskriget. 1949 fick han i uppdrag av The Saturday Evening Post att skriva en serie med biografiska artiklar om W.C. Fields. Han gav ut dem under titeln W.C. Fields: His Follies and Fortunes. Han fortsatte, förutom att skriva romaner, att skriva biografier, bland annat en om Winston Churchill.  
Taylors roman från 1958, The Travels of Jaimie McPheeters, om en fjortonåring och hans far under den kaliforniska guldrushen, vann Pulitzerpriset för skönlitteratur. A Journey to Matecumbe filmatiserades för TV, Treasure of Matecumbe 1976. Hans roman Professor Fodorski utgjorde underlag för musikalen All American 1962. Hans roman Two Roads to Guadalupe från 1964 blev också framgångsrik.

### Utgivet på svenska
- Winston Churchill 1953
- Den stora guldrushen 1965
- Resan till Matecumbe 1967

## Priser och utmärkelser
- Pulitzerpriset för skönlitteratur 1959 för The Travels of Jaimie McPheeters